# إريك أستروم
إريك أستروم (بالفنلندية: Erik Åström)‏ هو لاعب باندي ‏ فنلندي، ولد في 23 فبراير 1902، وتوفي في 25 أبريل 1971.

## وصلات خارجية
- إريك أستروم على موقع أوليمبيديا (الإنجليزية)